# Bousse, Moselle
Bousse là một xã trong vùng Grand Est, thuộc tỉnh Moselle, quận Thionville-Est, tổng Metzervisse. Tọa độ địa lý của xã là 49° 16' vĩ độ bắc, 06° 12' kinh độ đông. Bousse nằm trên độ cao trung bình là 190 mét trên mực nước biển, có điểm thấp nhất là 150 mét và điểm cao nhất là 234 mét. Xã có diện tích 8,81 km², dân số vào thời điểm 2004 là 2307 người; mật độ dân số là 262 người/km². Xã thuộc Pháp từ năm 1659.

## Thông tin nhân khẩu
| 1962  | 1968  | 1975  | 1982  | 1990  | 1999  |
| ----- | ----- | ----- | ----- | ----- | ----- |
| 1 081 | 1 387 | 2 078 | 2 779 | 2 591 | 2 362 |